# 坂原秀尚
坂原 秀尚（さかはら ひでなお、1976年10月11日 - ）は、山口県下関市生まれ、広島県広島市出身の日本の高校野球指導者、及び保健体育科教諭。

## 経歴

### 生い立ち
下関市で生まれ、物心つく前に広島市に引越しした。五日市東小のスポーツ少年団で野球を始める。中学時代は、元社会人選手の顧問に鍛えられ100人を超える部員の競争を勝ち抜きレギュラーの座をつかんだ。広島電機大学附属高校では投手で、最後の大会は4回戦敗退。広島電機大学を経て、実業団のワイテックで27歳までプレー、スライダーを武器に活躍した。その後母校の広島国際学院大学で2年間コーチを務めた後、高校野球指導者を志し、教員免許取得のため、東亜大学に編入学する。その近くの下関国際高が、夏の県大会の組み合わせ抽選会直前に、選手たちが集団万引をして3カ月間の対外試合禁止を受けた不祥事の影響で、指導者がいない、校長がひとりで指導しているという話を聞き、2年時編入で3年間は下関にいるので、「給料はいりませんから、野球の指導をさせてください」と手紙を書いた。だが、教員免許がなかった為、学校側も教員として採用はできなかった。それでも武田校長は熱意を買い、2005年8月、校務技師や付属幼稚園のバスの運転手のアルバイトをしながらの野球部の指導を依頼した。

### 監督就任後
就任直後の部室の窓は割れたまま放置され、壁は落書きだらけで学校全体が荒れていた。坂原は部員と一緒にグラウンドの草をむしり、落書きのあった部室をペンキで塗り直すことからスタートした。野球部を建て直そうと、広島や北九州などを含め中学を50校ほど回って選手の勧誘を行ったがとりつく島もなく断られ続けた。しかしながら基礎を徹底した地道な練習により、3年後の2008年には会長旗争奪大会で初戦を突破した。これが坂原の監督就任後における公式戦初勝利で、夏県大会でも14年ぶりに勝利した。2009年には前年夏の大会で挙げた1勝によって新入生が14人入り、夏の県大会でベスト8に進出した。2011年夏ベスト4、2015年春県大会で初優勝。夏も準優勝した。2014年関門海峡の青と長州藩の赤をイメージしたユニフォームに変更した。
2017年2月に主将の植野翔仁が脱走したが説得し、夏の山口大会で優勝、春夏通じて初めて甲子園に出場した。また秋の中国大会で準優勝し、選抜初出場をした。続く2018年夏に3季連続で甲子園出場を果たす。初戦花巻東に延長戦の末甲子園初勝利を挙げた。2回戦では創志学園の西純矢に対し、全球サインを出し、待球作戦を敢行。8回まで１安打も149球を投げさせ、9回3点を取って逆転勝利した。準々決勝の日大三戦、鶴田克樹が7回2死まで無安打無得点ながら逆転負けをした。そして夏ベスト8を見て入学した選手達を中心に2021年春、2022年夏と出場する。準々決勝は秋の明治神宮大会から全国大会負けなしの大阪桐蔭戦。監督初、9年ぶりの三重殺で流れが変わり、9回逆転勝ち。11戦目で大阪桐蔭に初めて勝利した。準決勝の選抜準優勝の近江高校戦。先発の古賀康誠の制球が定まらないと2回で仲井慎に交代、山田陽翔には2ストライクから三振しても待てのサインを出して、6回2/3で132球を投げさせ攻略。1983年のPL学園以来、2度目の選抜優勝、準優勝校を倒した。が、決勝の仙台育英戦は敗戦。山口県勢64年ぶりの優勝には届かなかった。

## 野球指導者として
坂原の高校時代の恩師で、広島国際学院の長延公平監督は「（坂原は）走っとけと言えばいつまでも走っていた。頑固で一本気な選手だった」と語っている。監督就任後も毎年練習試合を行ったり、選手が寮を逃げ出した時に、相談に乗ってもらったり、付属幼稚園の送迎バスで遠征していたチームに中古のマイクロバスを譲ってもらうなどされている。「雑草のように強くなりなさい」の言葉が指導の原点である。
監督就任当時から春夏通算4度の甲子園出場を果たした南陽工業の山崎康浩監督から多くのことを学んだ。部員は8人しかいなかったが、山崎監督は練習試合に8人を連れて来るよう促し、足りない1人は南陽工業の部員を貸した。午前中の試合は1点も取ることができずに終えた。山崎監督は坂原を呼び出し、「お前、（敗因を）選手のせいにしとるだろう！」と話し、午後は監督を入れ替えて試合をしたが、結果は6対6の引き分けだった。坂原も、既存戦力を最大限活かし戦う必要があると教わった。山崎監督から「弱者が強者に勝つ」を教えられ、小・中学時代に目立った成績を残せなかった選手を鍛えて勝利する精神でチームは急成長した。2018年に夏の甲子園ベスト8入りの原動力となった投手の鶴田も、中学時代は無名の捕手であった。
元々、将来は広島で監督をすることを考えていた。しかし、現在は下関国際を離れるつもりは全く無いという。「選手たちの人生を預かっているので、自分から途中でチームを去るつもりはまったくないです。今は『下関国際で野球がしたい』と入ってきてくれる選手がほとんど。その思いを裏切ることはできません」と話す。私立の強豪校から2倍の給料で監督依頼があったが、「武田先生や子供たちを甲子園に連れていく。だから行きません」と断っている。
部員が増えてくるとアパートを借り、1室に2人の部員を住ませて寮代わりにした。坂原も一緒に住み、選手と寝食を共ににすることを心がけた。坂原が自宅に帰る日は7〜10日の間で１回。家族の写真も「戦いの場には不要」と、あえて持参しないようにしている。2019年には、10年前から武田種雄理事長と約束した野球部の寮である立志貫道館が完成。「貫道」は生活を共にすることで、同じ道を貫くという坂原の思いから。「立志」は吉田松陰の言葉から取った。
お金が無かった時代、地域の餅つき大会に部員と参加してお金を稼ぎ遠征費やスピードガンの購入にあてていた。
用具は、坂原の広島国際学院大の2年後輩でバッテリーを組んでいた高瀬英明が社長をしている周南スポーツに依頼している。
学校のグラウンドが広くないため週3回、オーヴィジョンスタジアム下関で練習し、その間片道2・5キロを走っている。また大会前に選手に背番号を渡す際、一人一人に理由を説明している。
守備の上手さについて、状況判断に優れた選手と答えている。状況判断を磨くために、試合で想定されるパターンを数多く経験するために、走者をつけた試合形式のノックを重点的に行っている。内野守備は、右脚を軸にした前後1mずつの計2mの幅での対応を重視する。「前に出ろ」「正面に入れ」は良く聞くが、それでバウンドを合わせ損ねたら意味がないと言う。
本来は守備と走塁のチームを好む。打てるけど、守備に不安がある選手をレギュラーで使うことはほとんど無かった。しかし、2015年夏の山口大会決勝敗退を通じて打力のある選手を打線に置かないと甲子園には行けないと方針転換した。
主将は、一つのポジションだと考えている。適正を見て、スタメンでなくても率先してチームメートを引っ張っていた山下世虎を1年生の6月に指名し、2022年夏の甲子園準優勝の結果を出した。
2018年夏の敗因を分析し、選手がベンチのサインに動かされていた結果、相手捕手の視線や走者の狙いを感じ取れなかったことに気付く。監督が問いかけ、答えを導き出すスタイルを見直し、選手同士が本音をぶつける機会を増やした。議論は時に迷走するが、干渉せずに待つと自分たちで正しい方向へ修正できる選手たちが出てきた。2021年秋の中国大会準々決勝では広陵高校に敗れ選抜出場を逃す。5時間のミーティングを行い、意見を出し合った。そして午前5時からの朝練を廃止し部員の睡眠時間に充て、夕食後は外部からトレーナーを招いてウエートトレーニングに力を入れる改革をし、投手の球速が上がるといった効果を出した。

## 教育者として
2020年に設立の、硬式野球に特化したアスリートコースの担任である。部員の1日のスイングは2千本がノルマ。クラスの傘立てには休憩時間に素振りをするためのバットがある。
人に厳しく、自分にはもっと厳しくをモットーにしている。携帯電話は解約。800m走10本では全員が設定タイムをクリアしないと１本に数えない。
ひとつの物事に集中して取り組むことができなければ、大きな目標は達成できないという信念がある。「何かひとつの分野を極めようと思ったとき、"片手間"でやっても成功することはできないと思っています。脇目を振らずにひとつのことに打ち込むことは、決して否定されるものではないとも思う」と話す。しかし自分自身、一教員であり、生徒たちは野球選手である前に一学生であることから、居眠りなど授業を疎かにする行動をとった部員は練習に参加させない方針をとっている。「『甲子園に行く』と覚悟を決めて、野球を追求する。学校内での授業は他の生徒の模範となるように全力で受ける。ひとつひとつ目の前のやるべきことに取り組む。そうやって『ひとつの流れで物事に取り組むことが大切』である」。「妥協しないのは、その日の目標を達成するまで終わらないことです。『ノックを全員ミスなしで終える』『バントを確実に転がせるようになる』など個々によって違いますが、小さくてもいいので毎日達成感を得てほしい。成長には成功体験が必要」。辞めていく部員には、自宅まで車で迎えに行って引き留めた。「3年間やりきってわかることがすごくある。その素晴らしさを教えたかった」。目指しているのは、卒業後も社会で活躍できる人材で、「野球で自信を付ければ、後は自分で伸びていけるはず」と話す。

## エピソード
- ある下関国際高校野球部OBは、次のように語っている。「僕が入学したときは部員は16人いました。不祥事があり3年生は引退、最初は校長先生、その後に坂原監督が来られた。野球にも私生活にも厳しく、部員が辞めていって、1年の冬に1人になりました。正直、僕もぎりぎり。辞めたいといつも家で言ってたけど、結局朝になったら行っていました」坂原はこのOBが辞めていたら監督業をやめていたと話していたという[35]。
- 高校での同級にあたる人物にお笑いタレントのクロちゃん（安田大サーカス）がいた。世代的には新井貴浩（県立広島工業）や二岡智宏（広陵）らと同学にあたる。

## 甲子園での成績
- 2017年夏　●4-9三本松
- 2018年春　●1-3創成館
- 2018年夏　○4-2花巻東　○5-4創志学園　○4-1木更津総合 ●2-3日大三（ベスト8）
- 2021年春　●2-6健大高崎
- 2022年夏　○5-0富島　○9-3浜田　○5-4大阪桐蔭　○8-2近江　●1-8仙台育英（準優勝）

- 春：出場2回・0勝2敗
- 夏：出場3回・7勝3敗・準優勝1回（2022年夏）
- 通算：出場5回・7勝5敗・準優勝1回

## 指導した主な選手
- 宮﨑敦次（元千葉ロッテマリーンズ）
- 古賀康誠（東北楽天ゴールデンイーグルス）

## 関連書籍
- タイムリー編集部『どん底からの甲子園』辰巳出版、2019年7月。ISBN 9784777823291。